# 北京无喙兰
北京无喙兰（学名：Holopogon pekinensis）为兰科无喙兰属下的一个种。目前仅见于北京延庆区，分布于山区海拔1000m的沟谷内杂木林下。目前仅有1个分布点，共17株，是一种濒危的腐生兰。

## 基本特征
植株高18-25cm，根状茎多肉质，成簇生长。茎直立，淡绿色，无绿叶；花序为绿色，下有长2-4cm的白色膜质鞘2-3枚，最上面一片苞片状；花序轴长4～8cm，具5-20朵花，花序轴被淡绿色柔毛；花苞片披针形，膜质，长6-8mm；背面稍被毛；花直立，辐射对称，绿色，开花时花被片全部展开;花梗长4-8mm，纤细，被柔毛;萼片近直立，窄条形，长3-4mm，宽1-1.2mm，有一条中脉，外侧略被毛；花瓣有明显中脉，唇瓣不裂，长3-4mm，宽0.8-1mm；蕊柱直立，长2～3mm；花丝较短；花药近卵形，长0.4-0.5mm；花粉团椭圆形;子房椭圆形，长约5mm，被毛。花期8月，果期9月。